# John Jensen (Kostümbildner)
John Jensen (* 20. Dezember 1933 in Weiser, Idaho, Vereinigte Staaten) ist ein US-amerikanischer Kostümbildner, der 1957 und 1959 für einen Oscar nominiert wurde.

## Biografie
Jensen erzählte in einem Interview, er gehöre zu einer Gruppe glücklicher Menschen, die dank einer regionalen Theaterbewegung in Amerika Karriere gemacht hätten. So arbeitete er am Tyrone Guthrie Theatre und begann als Performer, bevor er die Entscheidung traf, all seine Energie ins Design zu stecken. Jensen, der die Highschool besucht hatte, arbeitete mit Jo Mielziner am Broadway zusammen. Er bekleidete eine Position als Dozent für Design an der Carnegie Mellon University und war Leiter der Designabteilung der Mason Gross School of the Arts an der Rutgers University.
Bei den 29th Annual Academy Awards war John Jensen gemeinsam mit Edith Head, Ralph Jester, Dorothy Jeakins und Arnold Friberg für und mit dem Monumentalfilm Die zehn Gebote in der Kategorie „Bestes Kostümdesign“ (Farbe) für einen Oscar nominiert. Die von Elizabeth Taylor überreichte Trophäe ging jedoch an Irene Sharaff und die Musicalverfilmung Der König und ich.
Bei den 31st Annual Academy Awards war Jensen wiederum in der Kategorie „Bestes Kostümdesign“ für einen Oscar nominiert, diesmal gemeinsam mit Edith Head und Ralph Jester für und mit dem Abenteuerfilm König der Freibeuter. Wendell Corey und Ernie Kovacs überreichten die Auszeichnung Cecil Beaton für ihre Arbeit in der Literaturverfilmung Gigi.
Für den 1960 veröffentlichten Jerry-Lewis-Film Hallo Page!, in dem Lewis zugleich als Hauptdarsteller, Drehbuchautor, Regisseur und Produzent auftrat, steuerte Jensen künstlerische Skizzen bei, zu dem Filmdrama Pokerspiel für Zwei (1969) die Illustrationen, ebenso wie für den Western Die Cowboys von 1972. Dabei handelt es sich um einen der wenigen Filme von John Wayne, in dem die von ihm verkörperte Hauptfigur am Ende des Films stirbt.
John Jensen machte zwar Ausflüge ins Filmgeschäft, konzentrierte sich aber hauptsächlich auf seine Arbeit am und fürs Theater.

## Filmografie (Auswahl)
- 1956: Die zehn Gebote (The Ten Commandments)
- 1958: König der Freibeuter (The Buccaneer)
- 1960: Hallo Page! (The Bellboy)
- 1969: Pokerspiel für Zwei (Where It’s At)
- 1972: Die Cowboys (The Cowboys)